# Ken Fletcher
Ken Fletcher, eg. Kenneth Norman Fletcher, född 15 juni 1940 i Brisbane, Queensland, Australien, död 11 februari 2006 i Brisbane, var en australisk högerhänt tennisspelare som vunnit en äkta Tennisens Grand Slam i mixed dubbel.

## Tenniskarrären
Ken Fletcher vann under sin karriär 12 Grand Slam (GS)-titlar, varav 10 i mixed dubbel och två i dubbel. Han deltog i totalt 22 GS-finaler. Av dessa var endast en i singel,  Franska mästerskapen 1963. Han förlorade den till sin landsman Roy Emerson (1-6, 3-6, 3-6). 
Under hela sin karriär kom Ken Fletcher internationellt att stå i skuggan av sina samtida tennisspelande landsmän Rod Laver, Roy Emerson,  och Neale Fraser. Skälet till detta var att han i grunden var dubbelspelare och aldrig lyckades vinna någon singeltitel i GS-turneringar. Tillsammans med landsmaninnan Margaret Smith Court vann han emellertid 10 GS-titlar i mixed dubbel 1963-68. År 1963 vann paret en äkta Tennisens Grand Slam, det vill säga seger i alla fyra GS-turneringar det året. 
Tillsammans med Roy Emerson vann han dubbeltiteln i Franska mästerskapen 1964, och tillsammans med John Newcombe dubbeltiteln i Wimbledonmästerskapen 1966.
Ken Fletcher var visserligen medlem i Australiens Davis Cup-lag i början av 1960-talet, men han fick aldrig tillfälle att spela.

## Spelaren och personen
Ken Fletcher beskrevs i samband med sin död av sin mixed dubbel-partner Smith Court som en skräckinjagande (engelska "awesome") dubbelspelare med en fruktad forehand, utomordentliga reflexer och god speluppfattning. Han förtjänade också större uppmärksamhet som tennisspelare, enligt Smith Court, än han fick under en tid då Australien producerade så många giganter inom tennisen.
Under 1970-talet verkade Fletcher som tennistränare i Hongkong, men under senare delen av sitt liv bodde han i hemstaden Brisbane. Han har beskrivits som en "bråkstake" i sin ungdom, som vuxen var han en person som levde ett händelserikt liv och dessutom var en utomordentligt god historieberättare, det senare enligt tenniskollegan Ashley Cooper.
Ken Fletcher avled av cancer vid 65 års ålder. Han är begravd i sin hemstad.

## Grand Slam-titlar
- Australiska mästerskapen
  - Mixed dubbel - 1963, 1964
- Franska mästerskapen
  - Dubbel -1964
  - Mixed dubbel - 1963, 1964, 1965
- Wimbledonmästerskapen
  - Dubbel - 1966
  - Mixed dubbel - 1963, 1965, 1966, 1968
- Amerikanska mästerskapen
  - Mixed dubbel -1963